# Doyen de Durham

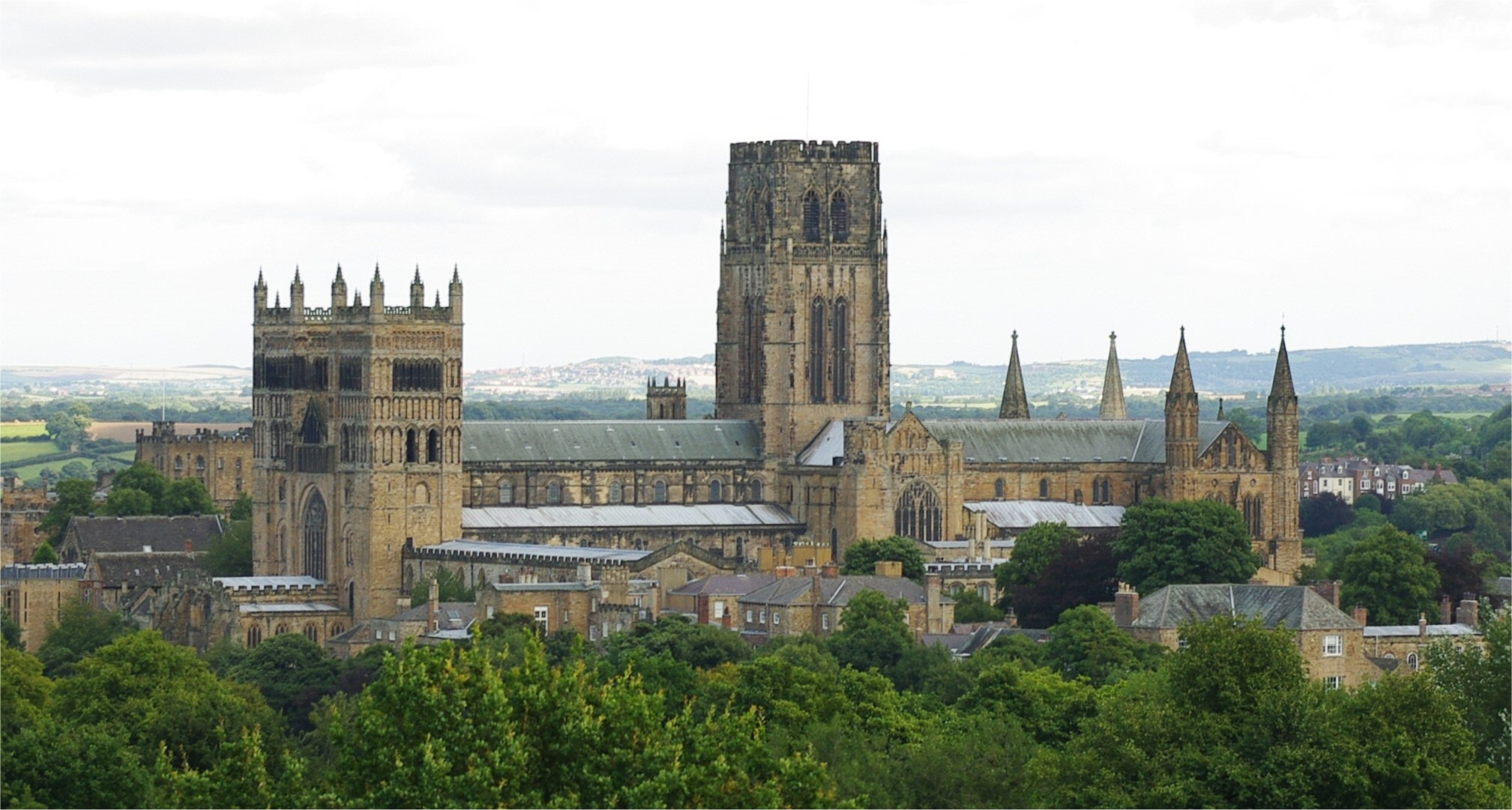
Cathédrale de Durham

Le doyen de Durham (Dean of Durham en anglais) est le président  primus inter pares  du chapitre de chanoines qui dirige de la Cathédrale de Durham (Cathedral Church of Christ, Blessed Mary the Virgin and St Cuthbert of Durham). La cathédrale est l'église mère du diocèse de Durham et le siège de l'évêque de Durham.

## Liste des doyens
| - 1541–1551 Hugh Whitehead (last prior) - 1551–1553 Robert Horne - 1553–1558 Thomas Watson - 1558–1559 Thomas Robertson (privé) - 1559–1561 Robert Horne (encore) - 1561–1563 Ralph Skinner - 1563–1579 William Whittingham - 1580–1581 Thomas Wilson (Lay dean) - 1583–1595 Tobias Matthew - 1596–1606 William James - 1606–1620 Adam Newton (Lay dean) - 1620–1638 Richard Hunt - 1639–1645 Walter Balcanquhall - 1646 Christopher Potter - 1646–1659 William Fuller - 1660–1661 John Barwick - 1661–1684 John Sudbury - 1684–1690 Denis Granville - 1691–1699 Thomas Comber - 1700–1728 John Montague | - 1728–1746 Henry Bland - 1746–1774 The Hon Spencer Cowper - 1774–1777 Thomas Dampier - 1777–1788 William Digby - 1788–1794 John Hinchliffe - 1794–1824 The Hon James Cornwallis (Le Comte Cornwallis depuis 1823) - 1824–1827 Charles Hall - 1827–1840 John Jenkinson - 1840–1869 George Waddington - 1869–1894 William Lake (aussi directeur de l'Université) - 1894–1912 George Kitchin - 1912–1918 Hensley Henson - 1918–1933 James Welldon - 1933–1951 Cyril Alington - 1951–1974 John Wild - 1974–1979 Eric Heaton - 1980–1988 Peter Baelz - 1989–2002 John Arnold - 2003–2015 Michael Sadgrove - 2015–2016 David Kennedy (intérimaire) - 17 juillet 2016 - present Andrew Tremlett |

## Sources
- British History – Fasti Ecclesiae Anglicanae 1541–1857, Vol. 11 – Deans of Durham